# Nikumaroro
Nikumaroro (prije se zvao Gardner) je nenaseljeni otok u sastavu Kiribata.

## Zemljopis
Nalazi se u grupaciji otoka Phoenix, 123 km jugozapadno od McKeana, 250 km zapadno-jugozapadno od Orone i 370 km jugozapadno od Kantona.

## Vanjske poveznice
|  | Zajednički poslužitelj ima još gradiva o temi Nikumaroro |